# Чан Хао (синхронна плавчиня)
Чан Хао (28 квітня 1997) — китайська синхронна плавчиня.
Чемпіонка світу з водних видів спорту 2017 року, призерка 2019 року.
Переможниця Азійських ігор 2018 року.